# Fort McDermitt
Fort McDermitt é uma região censitária no condado de Humboldt, estado do Nevada, nos Estados Unidos. A sua população era de 341 habitantes segundo o censo levado a cabo em 2010. Ele cobre parcialmente a Fort McDermitt Indian Reservation e fica a sul da região censitária de McDermitt..

## Geografia
De acordo com o United States Census Bureau, a região censitária de Fort McDermitt tem uma área de 46,4 km2, todos de terra. U.S. Route 95 corre pela região censitária, dirigindo-se a norte para Oregon e a oeste a Idaho e a 110 km de Winnemucca.